# هيفاء الأغا (ممثلة)
هيفاء الأغا، ممثلة أردنية، ولدت في مدينة عمّان عام 1944، وتوفيت فيها في شباط 2023. وهي خالة الممثلة الأردنية صبا مبارك.

## المسيرة المهنية
بدأت مسيرتها الفنية في ثمانينيات القرن العشرين من خلال المشاركة بدوبلاج أفلام الكرتون والأفلام الوثائقية. ثم اتجهت إلى الدراما التلفزيونية عام 2001، حيث كان أول مسلسلاتها "لا تجيبوا سيرة". شاركت ممثلةً في العديد من المسلسلات الدرامية الأردنية منها العقاب والعفرا، وطوق الإسفلت، وضوء أسود، والصقر والرها، وغيرها. شاركت في أفلام سينمائية منها مدن ترانزيت، و3000 ليلة (2015)، وكان آخر أعمالها فيلم بنات عبد الرحمن (2021).

## أعمالها

### مسلسلات تلفزيونية
- رجل في الظلام
- قلوب في دوامة
- دائرة الشك
- الليل الطويل
- جاردينيا
- الفرمان
- القسمة والنصيب
- الجرح والبلسم
- أحلام عصفور
- النوف والسهم
- أحلام زائفة
- الفكاهة في التراث العربي
- صقور لا تلهث
- الصقر والرها
- زمن ماجد
- الشهم
- تحت السماء الزرقاء
- الزلة
- لا تجيبوا سيرة
- أتحداك يا دمعي
- طاش ما طاش
- نقطة وسطر جديد
- شو هالحكي
- الاجتياح
- زين
- حال الدنيا
- صيتة وصنيهيت
- طوق الإسفلت
- العقاب والعفرا
- ضوء أسود

### أفلام
- لما ضحكت موناليزا - 2012
- مدن ترانزيت - 2010
- 3000 ليلة - 2015
- بنات عبد الرحمن - 2021